# Black Hills
Black Hills – eller de sorte bakker – er blevet synonymt med en bjergkæde i det midterste USA, nærmere bestemt i delstaterne South Dakota og Wyoming.
Området var omgærdet med megen mystik, fordi de oprindelige amerikanere gennem mange år betragtede det som en helligdom. 
I 1870'erne blev der fundet guld, hvilket udløste nogle af de sidste kampe mellem de indfødte amerikanere - også kaldet indianere - og de indtrængende nybyggere fra det østlige USA.